# USS Oklahoma (1916)

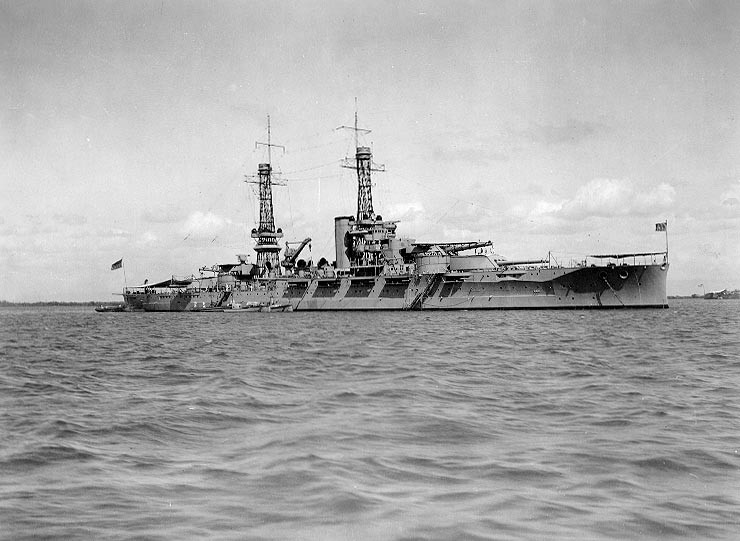
USS Oklahoma (BB-37)

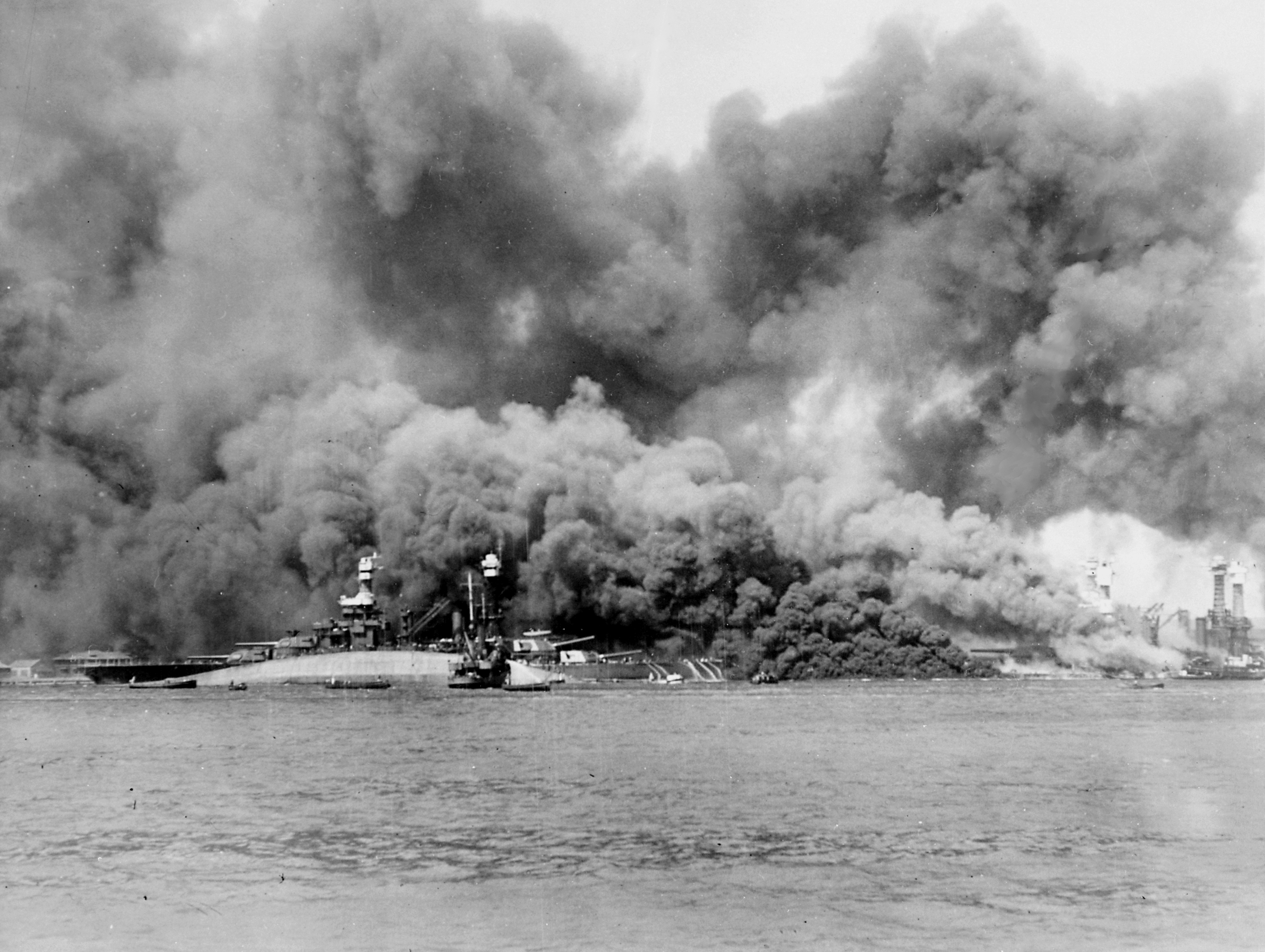
De gekapseisde USS Oklahoma en daarachter de USS Maryland

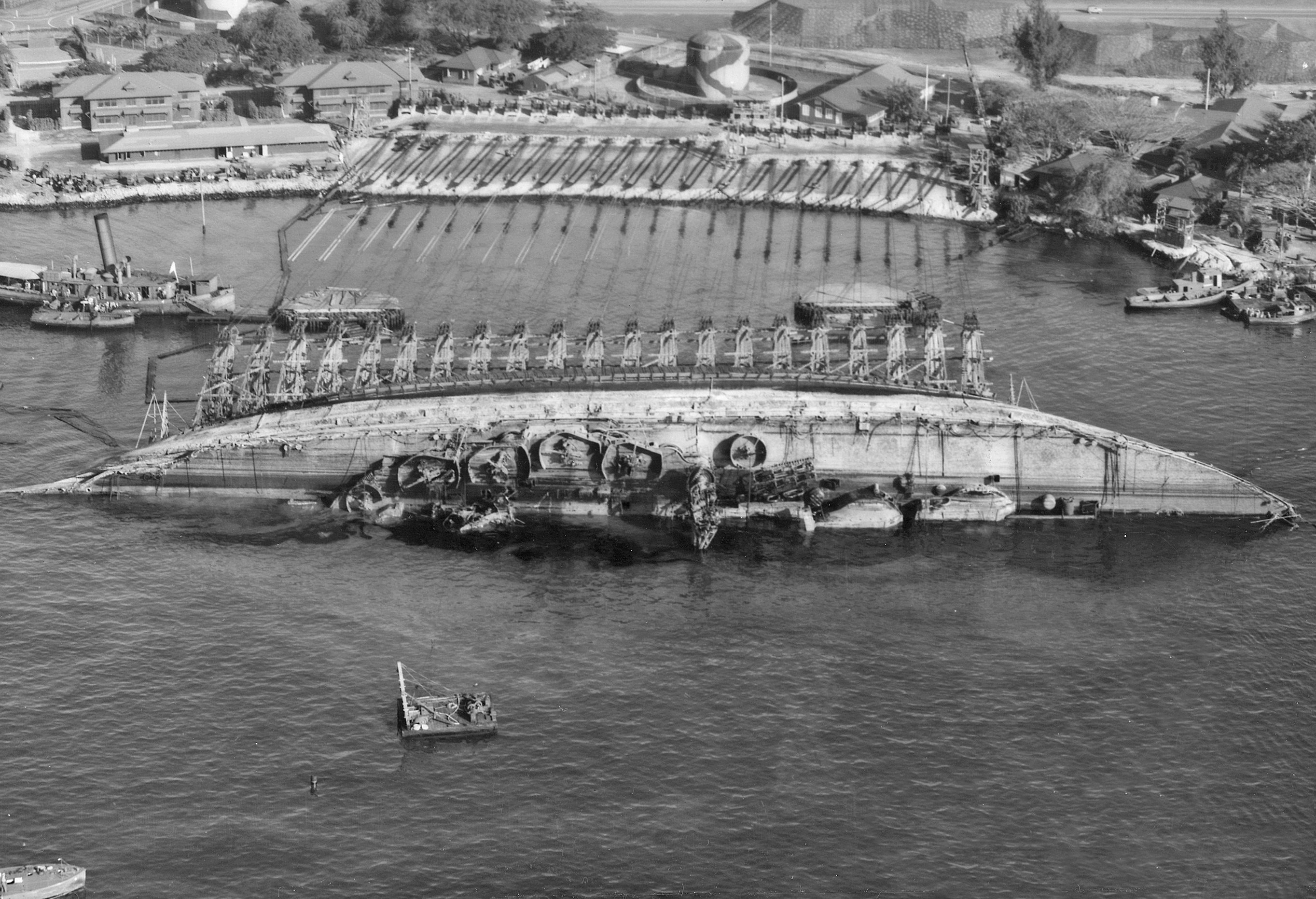
De USS Oklahoma wordt weer rechtgetrokken (maart 1943)

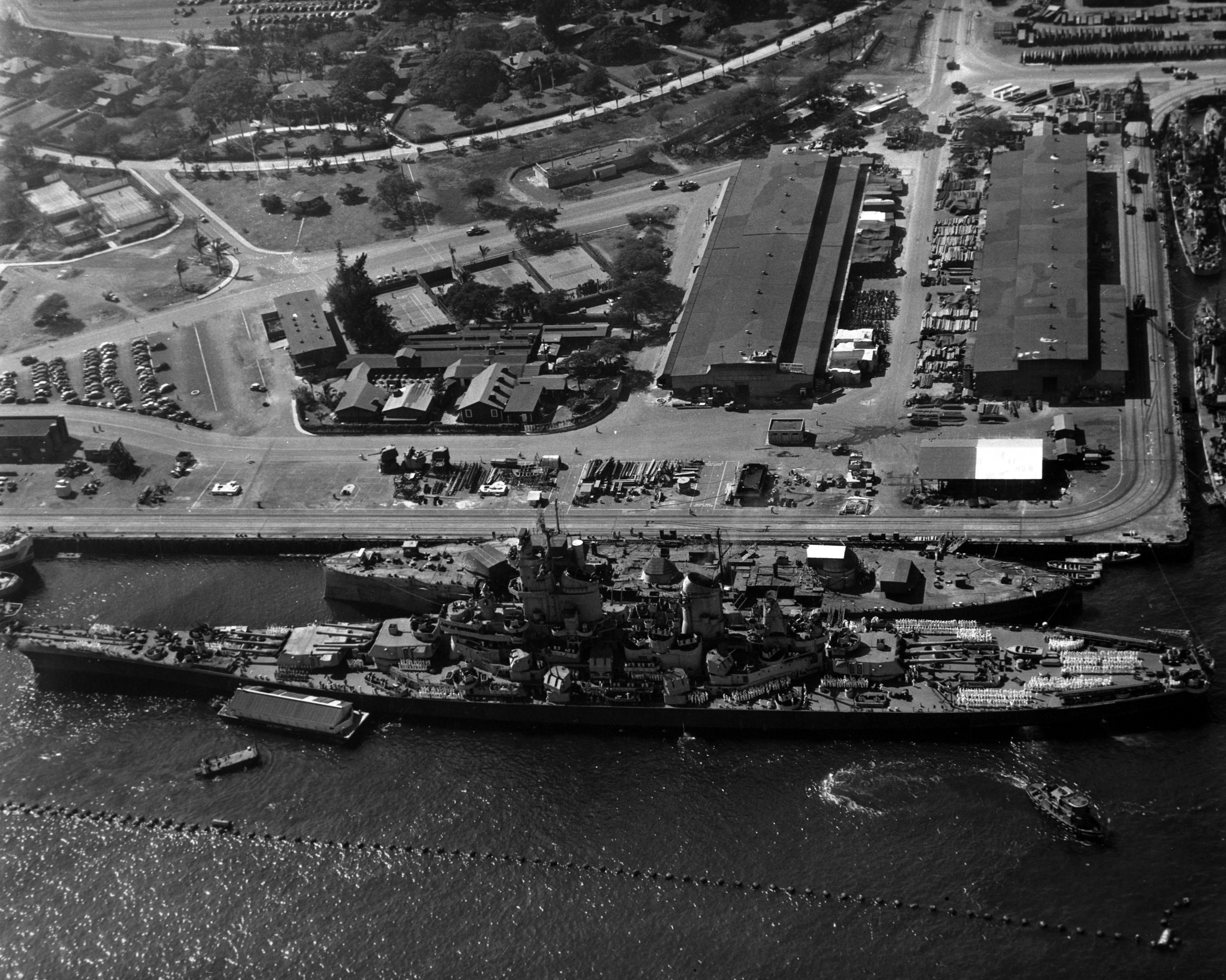
Het wrak van de USS Oklahoma naast de grotere USS Wisconsin (november 1944)

De USS Oklahoma (BB-37) was een slagschip van de Amerikaanse marine in het begin van de Tweede Wereldoorlog. Op 7 december 1941 werd het in de haven van Pearl Harbor aangevallen door de Japanse Keizerlijke Marine-Luchtmacht. Samen met de USS Arizona ging het voorgoed verloren.

## Aanval op Pearl Harbor
De eerste Japanse aanval, die plaatsvond om 8 uur op de zondagochtend van 7 december 1941, kwam voor de Amerikaanse vloot in Pearl Harbor als een volkomen verrassing. Bij deze eerste aanvalsgolf werden de slagschepen USS California, de USS West Virginia en de USS Oklahoma (BB-37) door één of meerdere torpedo's getroffen, die waren afgeworpen door Japanse Nakajima B5N "Kate"-vliegtuigen van squadron-leider Murata. De Oklahoma lag als eerste schip, aan de buitenzijde naast de USS Maryland, van de meerlinie van acht oorlogsschepen. Het kreeg ook als eerste schip enkele torpedo's te incasseren aan bakboordzijde.
De patrijspoorten stonden open om de slaapvertrekken van de manschappen te luchten en om meer licht binnen te krijgen voor een inspectieronde van de officieren van wacht. Dit heeft waarschijnlijk bijgedragen aan het snelle binnenstromen van water na de torpedering. De Oklahoma begon te kapseizen.
De Oklahoma kapseisde langszij de Maryland die aan de pierkade gemeerd lag. Dit slagschip brandde eveneens door de bomtreffers van de Japanse duikbommenwerpers. Op dit moment explodeerde de Arizona, die in derde linielengte aan de pierkade lag. Het bleek dat de Japanners de buiten liggende oorlogsschepen torpedeerden en aan de binnenzijde liggende slagschepen met bommen bestookten. Nadat de Arizona in de lucht vloog, lagen er meer dan 1000 manschappen dood in het verwrongen wrak. Brandende stookolie van het wrak verspreidde zich over het water.
Het grootste deel van de bemanning zat gevangen in de gekapseisde Oklahoma. Meer dan 400 manschappen kwamen daarbij om. Slechts 42 mensen werden gered door werklui van de marinescheepswerf, die met snijbranders gaten wisten te maken in de pantserplaten van het slagschip. Op de naar boven gekeerde bodem van de Oklahoma waren reddingsploegen bezig gaten te maken om de mannen te bevrijden die in het casco opgesloten zaten. De in de romp opgesloten overlevenden gaven met metalen voorwerpen klopsignalen om aan te geven dat ze nog in leven waren.

## Definitieve einde
De Oklahoma stond onder commando van kapitein-ter-zee H. D. Bode en werd op 7 december getroffen door vijf vliegtuigtorpedo's die het schip lieten kapseizen. De totale verliezen waren 429 doden (415 manschappen en 14 marineofficieren) van de 1374 koppige bemanning.
De berging en het lichten van het wrak begon in maart 1943. Het werd niet volledig hersteld, maar werd buiten dienst gesteld op 1 september 1944 en uiteindelijk geschrapt van de marinescheepslijst op 5 december 1946. Het zonk in een zware storm op 7 mei 1947, 550 mijl buiten Hawaï, toen het naar een sloper in San Francisco werd gesleept.

## Identificatie van slachtoffers
In 2015 werden 388 anonieme militairen die op Hawaï lagen begraven opgegraven. De lichamen werden overgebracht naar een militair onderzoekscentrum in de staat Nebraska voor gebits- en DNA-onderzoek. De DNA-resten worden vergeleken met informatie uit de militaire DNA-bank. In 2020 zal waarschijnlijk 80 procent van de omgekomen bemanning van de Oklahoma geïdentificeerd zijn.

## USS Oklahoma(BB-37)
- Klasse: Nevada-klasse
- Type: Slagschip US Navy
- Werf: New York Shipbuilding, (Camden, New Jersey, VS)
- Gebouwd: 26 oktober 1912
- Te water gelaten: 23 maart 1914
- In dienst: 2 mei 1916
- Verloren gegaan: 7 december 1941 - Later op 7 mei 1947

### Technische gegevens
- Lengte: 583 voet - 178 meter
- Breedte: ong. 30 meter
- Waterverplaatsing: 29 067 ton
- Machine: Nevada: Geared Turbines. 4 schroeven/Oklahoma:VTE
- Vermogen: 31.700 pk
- Snelheid: 20 knopen
- Bemanning: 1374 manschappen

### Bewapening
- 2×3 + 2×2 = 10x 350mm/45 kanonnen
- 12×1 = 12× 125mm/51 kanonnen
- 8×1 = 8× 75mm/50 luchtafweerkanonnen
- 2 vliegtuigen
- 2 katapulten